# 熊元鍔
熊元鍔（1879年—1906年），字季廉。江西南昌縣人，清末教育家。
嚴復門生。光绪二十四年（1898年），在南昌城内北湖东岸的灵应桥附近，创办乐群学堂。光緒二十九年（1903年）癸卯恩科江西鄉試第一名舉人（解元）。

### 書目
- （清）法式善等，《清秘述聞三種》，中華書局，清代史料筆記叢刊，ISBN：ISBN 7101017428。
- 沈国威，《严复与其门生熊元锷》，Kansai University